# さくらももこ
さくら ももこ（本名非公表、1965年〈昭和40年〉5月8日 - 2018年〈平成30年〉8月15日）は、日本の漫画家、イラストレーター、著述家、エッセイスト、作詞家、作曲家、脚本家。静岡県清水市（現・静岡市清水区）の中心部にある旧入江町地域出身。
自身の少女時代をモデルとしたコミック『ちびまる子ちゃん』が代表作で、「さくらももこ」は同作の主人公（まる子）の本名でもある（作中の人物については「ちびまる子ちゃんの登場人物」を参照）。単行本の売上は累計3000万部を超えるほか、エッセイストとしても独特の視点と語り口で人気が高く、初期エッセイ集三部作『もものかんづめ』『さるのこしかけ』『たいのおかしら』はいずれもミリオンセラーを記録した。
愛称は「ももちゃん」。エッセイの販促用の帯などでは、『ちびまる子ちゃん』のまる子と同一人物として扱われることもある。

## 経歴

### 生い立ち
- 1965年5月8日、静岡県清水市（現・静岡県静岡市清水区）に八百屋の第2子として生まれる。
- 1978年 - 清水市立入江小学校卒業。1年生のときに、生涯の親友となる穂波珠絵[2]（愛称たまちゃん、『ちびまる子ちゃん』の穂波たまえのモデル）と出会い、親睦を深めていく[3]。
- 1981年 - 清水市立第八中学校卒業。
- 1984年 - 静岡県立清水西高等学校卒業。在学中（2年生の終わりごろから）、漫画家を目指して『りぼん』への投稿活動を開始する[4]。
- 1984年 - 静岡英和女学院短期大学（現・静岡英和学院大学短期大学部）国文学科在学中に『りぼんオリジナル』冬の号（集英社）にて「教えてやるんだありがたく思え!」（「教師」をテーマとしたオムニバス作品、「ちびまる子ちゃん」第1巻に掲載）でデビュー。
- 1986年 - 静岡英和女学院短期大学卒業、同年4月に上京しぎょうせいに入社する。しかし、勤務中に居眠りするなどして、上司から「会社を取るか、漫画を取るかどちらか選べ」と迫られ「漫画家として生活していく」と回答したため、同年5月末に入社わずか2か月で退職する[注 2]。

### ちびまる子ちゃんが大ヒット
- 1986年8月、『りぼん』で「ちびまる子ちゃん」の連載開始。
- 1989年 - 『ビッグコミックスピリッツ』30号（7月10日号、小学館）から「神のちから」の連載開始。
- 当時の『りぼん』担当編集者、宮永正隆と結婚。
- 1989年度（平成元年）、第13回講談社漫画賞少女部門受賞（『ちびまる子ちゃん』）。

### ちびまる子ちゃんアニメ化
- 1990年 - 『ちびまる子ちゃん』がフジテレビ系でアニメ化され、国民的に知名度を高める（1992年9月終了）。主題歌『おどるポンポコリン』の作詞で第32回日本レコード大賞を受賞。1991年には西城秀樹が歌う『走れ正直者』も主題歌（第2弾）としてヒットする。1991年からは、自身もアニメ脚本を手掛ける。（ - 1999年4月）。
- 1990年 - 宮永とともに、自身の創作活動のための会社「株式会社さくらプロダクション」を設立[5][6][7]。設立当初は宮永が社長を務めた[6]。
- 1991年 - 初エッセイ集『もものかんづめ』（集英社）発表。10月より宮永とともにニッポン放送『オールナイトニッポン』月曜1部のパーソナリティを務める。（1992年10月まで）
- 1992年1月2日 - ドラマ『さくら家の人びと』がNHKにて放映（脚本：東多江子）[8]。事前にさくらが脚本及びキャスティング案を提出していたにもかかわらず、さくら側の意向を無視して脚本の改変やキャスティングの変更が行われていたことを、2024年2月に宮永が明かしている[9]。
- 1992年9月 - 『ちびまる子ちゃん』のアニメが一旦放送終了。
- 1992年 - 第27回新風賞受賞（『さるのこしかけ』）[10][11]。
- 1992年 - 第27回造本装填コンクール「コミックス部門」受賞（『神のちから』）[12]。
- 1994年4月 - 長男、陽一郎[15][注 3]誕生。
- 1995年1月 - 『ちびまる子ちゃん』のアニメが放送再開（第二期）。
- 1995年 - 第30回造本装填コンクール「日本図書館協会賞」受賞（『そういうふうにできている』）[16]。
- 1996年 - 仕事と子育ての両立が難しくなったこともあり、両親を東京に呼んで再び同居するようになる[17][注 4]。
- 1997年 - 『コジコジ』がアニメ化される（ - 1999年）。自身が脚本も手掛ける（ - 1999年4月）。
- 1998年 - 宮永と離婚。自著ではその前年に別居に踏み切ったとの発言もある[18]。宮永はさくらプロダクションからも去り、さくらが同社代表となっている[19]。
- 1999年4月 - 1991年以降（『コジコジ』は1997年の放映開始時点）から継続してきた、『ちびまる子ちゃん』『コジコジ』のアニメ脚本の仕事を降板、同時に脚本監修もさくらプロダクションの多田弘子に託した。降板理由について、さくらは「毎週脚本を2本書き続けなければならない状況が窮屈になってきた」「『私の人生にはいつまでもホッとする間がないのか』と思うようになっていた」と後に自著で述べている[20]。後任の脚本家には、小学校時代の同級生である平岡秀章も名を連ねた。なお、降板後も、不定期で脚本を手掛けた[21]。
- 1999年12月 - 自ら編集長を務めた雑誌『富士山』（新潮社）の第1号が発売される。

### 2000年代
- 2000年 - NHK全国学校音楽コンクールのために「こうしていよう」を作詞。
- 2002年 - 親子共作による絵本+エッセイ『おばけの手』を発表。原案担当の長男はさくらめろん名義[注 3]。
- 2003年 - イラストレーターうんのさしみと再婚。
- 2005年 - デビュー20周年を記念し、各地で原画展「さくらももこワールド 20年の軌跡展」を開催。
- 2005年 - エッセイ『ひとりずもう』（小学館）発売。2007年度末時点で30万部突破と、エッセイでは久々のヒット作となる[22]。2006年には、『ビッグコミックスピリッツ』で漫画版の連載が同年10号より開始（ - 2007年51号）。
- 2006年 - 4月18日、『ちびまる子ちゃん』実写ドラマ化。自身は第1話の脚本も担当。
- 2006年 - 10月27日、完結した長文型式のエッセイとしては最後の作品となった『おんぶにだっこ』（小学館）発売。なお、Q&A形式のエッセイは2007年、絵日記シリーズのエッセイは2012年までは新作の発表を継続。
- 2006年 - 10月31日、『ちびまる子ちゃん』実写ドラマ第2作放送。
- 2007年 - 4月19日、レギュラーとして実写ドラマ+バラエティの複合番組『まるまるちびまる子ちゃん』放送開始。原作を同じくする実写とアニメが同時期に放送される珍しいケースとなる（2008年2月28日放送終了）。
- 2007年 - 7月1日、4コマ漫画『ちびまる子ちゃん』が中日新聞、東京新聞、北陸中日新聞、日刊県民福井、北海道新聞、西日本新聞、河北新報、中国新聞、徳島新聞、神戸新聞朝刊にて連載開始。8月1日からは新潟日報でも連載が開始される（2011年12月31日連載終了）。なお、没後に東京新聞に掲載された記事によれば、この連載の当時から乳がんを患っていたという[23]。また、さくらとも関わりの深かったデザイナーの祖父江慎は、この時期のあたりから家族の方を優先して仕事を抑え気味にしていた、と彼女の没後のインタビューで語っている[24][注 5]。

### 2010年代
- 2013年 - 4月18日、『永沢君』が実写ドラマ化される（同年9月30日に放送終了）。
- 2013年 - 10月1日、約6年ぶりに『ちびまる子ちゃん』が実写ドラマ化される[25]。
- 2014年-2015年 - デビュー30周年を記念し、『さくらももこの世界展』を各地で開催する。
- 2014年7月 - シンガーソングライターの琵奈子とともにユニット『イエローパープル』を結成（プロデュースと作詞担当）[26]。
- 2014年 - デビュー30周年を記念して、自らが編集長を務めたムック本『おめでとう』を発売。同年7月に文庫化された漫画版『ひとりずもう』の初回流通分の帯にも、30周年記念のロゴがあしらわれた[27]。
- 2015年 - 5月28日、公式LINEブログを開設。自身の近況などを綴った[28]。
- 2015年 - 10月7日発売のグランドジャンプ21号より、『まんが倶楽部』の連載が開始[29]。
- 2016年 - 10月5日、郡上八幡をテーマにした新作地方マンガ『GJ8マン』の公式サイトを開設。10月8日より自ら脚本を書いたWEBアニメ配信開始。
- 2016年 - 10月19日、同日発売のグランドジャンプ22号より、『まんが俱楽部』で発表された作品群の中から『ちびしかくちゃん』が単独連載化[30]。漫画の連載作品としては、本作が最後の作品となった。
- 2018年 - 8月15日20時29分、乳がんのため死去[1][31][32][33]。53歳没[34]。通夜・告別式は遺族の意向により親族・近親者のみで執り行われ、同年8月27日に死去が公表された。2018年8月27日にフジテレビで放送されたアニメちびまる子ちゃんでは、エンディング直後に「さくらももこ先生のご冥福をお祈りします」と追悼メッセージがナレーション込みで放送された。11月16日には著名人・関係者を対象としたお別れ会「さくらももこさん ありがとうの会」が青山葬儀所にて営まれた[35]。一般向けには、「さくらももこ ありがとうの会」と銘打った追悼個展が2019年1月から4月にかけて静岡県のエスパルスドリームプラザで行われた[36]。

### 没後
- 2018年11月 - さくらプロダクションのスタッフが、公式LINEブログを継承。さくらプロダクションからの情報発信の場として使用された[37]。
- 2018年12月 - 初の「静岡市市民栄誉賞」を受賞[38]。
- 2018年 - 2019年 - 雑誌『Marisol（マリソル）』（集英社）2019年1月号 - 4月号にかけて、未発表エッセイ『おかめはちもく』が短期集中連載される[39]。
- 2019年 - さくらプロダクション所属のアシスタント・小萩ぼたん作画で、『ちびまる子ちゃん』新作漫画が不定期連載として再開。その第1陣が、10月3日発売の少女漫画誌『りぼん』11月号に掲載される[注 6]。この新作はかつてテレビアニメ用に書き下ろした脚本を基にさくらプロダクションが新たに漫画化したもので、さくら自身が自分の手でいつか漫画にしたいと願っていた[40]。
- 2019年 - 長男・三浦陽一郎がさくらプロダクションの社長職を継承[15][注 3]。社内では作品管理を担当しており[41]、漫画・イラストに関しては小萩ぼたんに一任している。なお、社長職に関しては、2023年1月より、株式会社ライトエアーの名畑博夫（『GJ8マン』の仕事でさくらと繋がりがあった）との二人社長体制に変更[42]、社長としては名畑が前面に出るようになった[43]。
- 2019年 - 作者の生家の近所に位置する静岡市立清水中央図書館が、さくらももこの漫画・エッセイを多数取り揃えた常設コーナーを設置[44]。
- 2021年 - 東京アニメアワード2021の「第17回アニメ功労部門」を受賞（『ちびまる子ちゃん』）[注 7]。
- 2021年 - エッセイの朗読版が登場。声は、『ちびまる子ちゃん』でまる子役を務めるTARAKOが担当する[注 8]。3月19日に『ももこの世界あっちこっちめぐり』の冒頭が文庫版の宣伝用に無料公開されたほか[46]、4月2日には『もものかんづめ』のオーディオブック（朗読版）が発売[47]。
- 2021年3月 - さくらプロダクション公式Twitter開設[48]。
- 2022年11月～ - 「さくらももこ展」を開催[49]。作者没後初の展覧会である。香川県・高松市美術館を皮切りに神奈川県・そごう美術館、静岡県・静岡市美術館、兵庫県・神戸ゆかりの美術館で開催[50][51]。以降も、長崎、名古屋、東京で開催される予定[52]。
- 2023年6月 - LINE BLOGサービス終了に伴い、公式LINEブログ終了。
- 2023年8月 - さくらプロダクションの公式noteを開設[53]。

## 作風
漫画は、「ヘタウマ」とも評される素朴なタッチで描かれる場合が多い。投稿時代初期には正統派の少女漫画風タッチであったが、エッセイ漫画に舵を切った際、意図的な戦略としてタッチを変更したことに起因している。人物の場合は、身体のラインを極力出さない作画にしている。一方、漫画版『ひとりずもう』をはじめ、時折少女漫画風のタッチを用いることもある。また、『ちびまる子ちゃん』『コジコジ』の扉絵は絵画風の凝ったデザインで描かれた事もあった。これは、さくらが一時期凝っていたインド美術や、敬愛するシンガポール生まれの絵本作家、エロール・ル・カインに影響を受けたものである。
初期はエッセイ漫画を軸に学生時代の「あるあるネタ」やほのぼのとした作風を中心にしていたが、徐々にシニカル・ブラックユーモア・不条理ギャグ的な作風も色濃くなっていった。後年～晩年にかけて発表した『4コマちびまる子ちゃん』『ちびしかくちゃん』ではその傾向が強く、読者の評価もはっきり割れる形となった。これらはさくらが学生時代に愛読していた漫画雑誌の一つ『月刊漫画ガロ』の作風にも通じている。さくらと交友のあった尾田栄一郎は、「さくらさんは少しいじわるな笑いが大好き。人が持っているムズがゆい部分をつつく。これができるのは、人間が大好きで鋭く見ていて、正直な人。」と彼女の没後に語っている。エッセイも含めて、「〇〇って一体…（例：私って一体…）」「あたしゃ情けないよ」など、自虐的なフレーズもよく用いている。
『神のちから』『神のちからっ子新聞』では、『ちびまる子ちゃん』とは別系統の笑い、ナンセンスさを追求した作風となった。ナンセンスな部分は、漫画・アニメの『コジコジ』にも受け継がれている。
エッセイでは、家族や親しい友人相手でも歯に衣着せぬ物言いで綴っているほか、毒気を含んだ独特の比喩表現も多く用いている。祖父の死を扱った「メルヘン翁」を『青春と読書』で発表した後に批判が寄せられた際、「私は自分の感想や事実に基づいた出来事をばからしくデフォルメする事はあるが美化して書く技術は持っていない。それを嫌う人がいても仕方ないし、好いてくれる人がいるのもありがたい事である」と自著で述べている。
2000年代以降のエッセイは、過去の体験談よりも、直近の体験や仕事を基にしたものが主流となったほか、絵日記型式の割合も増えていった。初期のエッセイは自嘲的な表現もしばしば用いられたが、後年のエッセイでは家族や他者に対しての恨み節が混ざった表現も見られるようになった。エッセイの挿絵では、さくらの両親に関しては基本的に執筆当時の実年齢を無視して『ちびまる子ちゃん』時代の姿で描かれている。

## 人物・交友関係
ペンネームの由来は、花の「さくら」と「もも」から。経緯は、最初の漫画投稿が不発だったため、高校3年生の夏に漫才師か落語家を目指そうと考えていた時期に、同時に芸名も考えていたことによる。自身の好きな花から候補を挙げ、最終的に残った「すみれ」「さくら」「もも」の中から、「さくら」と「もも」を繋いで「さくらももこ」とした。後に漫画の投稿活動を再開したときから、このペンネームを使用している。「すみれ」は、後に『ちびまる子ちゃん』での母親の名前に使用している。
漫画家の夢については、高校3年生の夏に親友の穂波に明かすまでは誰にも語っていなかったが、一部の教師や友人にはそれ以前に気付かれていた。また、最終的にはエッセイストになりたい、という夢を中学・高校以降の友人（浜崎憲孝が『ちびまる子ちゃん』の花輪和彦のモデルと評した女性）には明かしていた。
少女時代から作文が得意で、短大の模擬試験の作文課題では採点者から「清少納言が現代に来て書いたようだ」と評価されるほどであった。このことが、エッセイ漫画へと舵を切るきっかけの一つとなった。投稿時代は、何度も編集側からストーリーギャグ漫画への路線変更を提言されていたが、無視してエッセイ漫画での勝負を続けた。最終的には編集側も折れ、エッセイ漫画でのデビューを認めた。
デビュー以降の自画像は、デビュー当初はおかっぱ頭、もしくはまる子そっくりな姿で描かれていた。『ちびまる子ちゃん わたしの好きな歌』の制作レポート（1992年）では二つ結びに変化、1993年ごろからは、顔と前髪はまる子と同一・髪型は三つ編み、で定着するようになった。晩年は、三つ編み以外の自画像も使われた。
活動初期（1990年代初期まで）はメディアに顔を出すこともあったが、長男出産後あたりからは素顔がはっきり分かる状態での露出を避けるようになり、雑誌『富士山』や『おめでとう』などで写真に写る際も、横顔や後ろからのカットなどで対処していた（変装時は除く）。なお、これらの誌面では自画像とは異なり、三つ編み以外の髪型になっていた。
小学校（「まる子」だった）時代は、『ちびまる子ちゃん』で描かれていたように怠け者かつ勉強に真面目に取り組まなかったことから、しょっちゅう母親に怒られていたという。怒られること自体への煩わしさは感じていたが、作者曰く「居眠りで他人に迷惑をかけているわけではない」「万引きや、家庭内暴力みたいに人や物を傷付けたりはしてないので、怒られる筋合いは無い」と、反省はしなかったと語っている。17歳までは怠け者な生活習慣が直らず、母親に「苦労して産んだのに」と泣かれたこともある。一方で、漫画・アニメで怠け者だった過去の自分を描いているため、息子が怠けていてもきつく叱れなくなった、とも自著で述べている。
課外活動は、小学校ではそろばん塾、中学校では学習塾に通っていたが、いずれも先生が怖くて苦痛だったと語っている。塾とは別に、小学校ではバトントワリングの教室や部活動にも参加していた。
姉とは、幼少期は漫画やエッセイなどで描かれているようにケンカが絶えず（友人と遊んでいるときでも、ひょんなことからケンカを始めてしまうほど）、母親を困らせていたという。成人後は、姉の厄年（1995年ごろ）に姉妹始まって以来の大ゲンカをして2年間絶縁状態に陥ったが、その後関係を持ち直したほか、2002年には姉妹共同でゲームソフトの制作にも携わった（後述）。姉も絵が好きだったこともあり、短大時代に高額な絵画を購入して親から咎められた際、姉がかばってくれたこともある、と自著で述べている。
同級生として元サッカー日本代表の長谷川健太や放送作家の平岡秀章がいる。「はまじ」のモデルとなった浜崎憲孝が自伝を出版した際にはさくらが表紙のイラストを書き下ろした。浜崎によると、小学生時代はかなり内気な性格であり、穂波たまえのモデルとなった友人の方がより「まる子」に近いキャラクターだったと語っている。さくら自身も、自著において自身を内向的な性格で、華のないタイプであったと評している。前述の長谷川健太もさくらの小学生時代の事を「覚えていない」と語っている。『ひとりずもう』には未登場だが、元サッカー選手の半田悦子も高校時代の同級生である。なお、半田に関しては、親友の穂波の方が親交が深いとも述べている。
子供の頃、「青島幸男みたいに偉くなりたい。歌を作りたい」と言ったが、父親に「青島幸男は国会議員だ、無理に決まっている」と一蹴された。そのさくらが青島を目標とし大人になって作詞した歌が「おどるポンポコリン」である。また学生時代、春風亭小朝に弟子入りしようとしたこともある。
『仮面ライダー』で一文字隼人＝仮面ライダー2号を演じた佐々木剛のファンだった。一文字のカード欲しさに仮面ライダースナックを買ったこともある。中高生時代は、『ドカベン』に傾倒しており、中でも里中智の大ファンであった。当時、単行本の購入費を工面するために親戚から贈られた『ベルサイユのばら』の単行本を勝手に売り捌いてしまい家庭内で問題になったほか、前述の怠け癖に怒った母親に単行本を窓から投げ捨てられ、泣きながら回収する羽目になったとも自著で述べている。
西城秀樹のファンで、『ちびまる子ちゃん』の作中では、まる子の姉がファンという設定で何度か登場させており、西城は1991年から1992年にかけて使われたエンディングテーマ曲「走れ正直者」の歌唱も担当した。2018年5月に西城が死去した際には、さくらは自身のブログで追悼のコメントを述べた。
高校時代にアマチュア無線技士の免許を取得しており、アマチュア無線家の月刊誌『CQ ham radio』1998年1月号の表紙では、ちびまる子ちゃんのイラストを寄稿したこともある。自伝的エッセイの「ひとりずもう」によると、さくらは高校に入学して部活を決める際に、なるべく早く家に帰りたいという理由で最も楽そうな物理部を選んだが、この物理部ではアマチュア無線の免許を取得することが義務付けられており、そのために彼女は1回2時間・週2回の講習会へ2か月間通わなければならず、それについて非常に煩わしい思いをしたと語っている。高校時代には、一部の後輩から「米虫の先輩」との異名が付けられていた。
健康の研究を日々行い、飲尿療法、茶葉による水虫治療、ドクダミによる痔の治療など多くの民間療法を実践していた。30代の時には『ももこのおもしろ健康手帖』（幻冬舎刊）と題するエッセイ本を出版したこともある。その一方で大のヘビースモーカーでもあり、自著では「私は大の愛煙家だ。朝起きてまずタバコを吸い、昼間から夕方まで仕事をしている間もずっと吸い、夜眠る直前までタバコを吸う」「タバコが健康をもたらしてくれる。タバコをガンガンに吸っているからこそ、吸っていない人の20倍は、健康に気をつける」「タバコは私に健康の大切さを考えさせ、吸うからにはまず健康を確保しろということに気づかせてくれた」などと語っていた。エッセイ等の挿絵では、ごく稀に喫煙する姿が描かれたこともある。
さくらと交流があった和田アキ子は芸能界でも有名な酒豪として知られるが、その和田がさくらの死後に語った証言によると、さくらは和田を上回る酒豪であったという。さくら自身は、父と祖父が酒豪だったのを見て育っており、その影響で酒に興味を持つようになったと述べている。妊娠時において一瞥体験のような経験を自著に残している。
さくらの書籍の装丁を多数手がけたデザイナーの祖父江慎は、彼女の没後のインタビューにおいて「まる子がそのまま大人になったような人物」「面倒臭がり」と評していた。祖父江曰く「楽しいことにはノリノリだが、義務っぽい雰囲気が出るとすぐ消極的になる」とのことで、彼女を乗り気にさせるための作戦を考えるのが大変であり、一方で楽しみでもあったと語っている。友人の吉本ばななは、普段はまる子そのものな人物である一方、時折全ての感情を超越して俯瞰しているような、コジコジにも通じるような状態を見せることがあった、と評している。長男の陽一郎は、理屈よりも直感で動くタイプの人で、それが作品にも現れているのではないか、と評している。
宝石商の岡本憲将が記した『宝石の常識』を読んで以降、宝石に興味を持つようになり、彼を頼って宝石の収集を行ったこともある。そのときの経験をもとに、『ももこの宝石物語』『ももこのおもしろ宝石手帖』を出版している。
同級生の浜崎憲孝と同様「はまじ」とあだ名される人物として、モデルの浜島直子とも接点がある。浜島とは『MOMOKO TIMES』の仕事で同行したこともある。このとき、さくらプロダクションのスタッフが浜崎憲孝と勘違いして少し混乱したという。
絶滅危惧種であるビルマホシガメのメス「カメミ」を飼っていた。さくらの没後は伊豆にある体感型動物園iZooに引き取られ、現在も飼育展示されている。

## 主な作品

### 漫画
- ちびまる子ちゃん（1986年 - 2014年〈1巻 - 17巻〉、りぼん、集英社）　のち文庫（14巻収録分まで。巻末作品は集英社文庫『ほのぼの劇場』として独立化）
  - ちびまる子ちゃん 大野君と杉山君（1990年、りぼん、集英社）　のち文庫（文庫版『ちびまる子ちゃん』4巻に収録）
  - ちびまる子ちゃん わたしの好きな歌（1992年、りぼん、集英社）
  - 4コマちびまる子ちゃん（2007年 - 2011年、中日新聞・東京新聞ほか、中日新聞社）　のち集英社電子書籍
  - ちびまる子ちゃん キミを忘れないよ（2015年、りぼん、集英社）
  - ちびしかくちゃん（2016年 - 2018年〈全2巻〉、グランドジャンプ、集英社）[105]
  - ちびまる子ちゃん（18巻以降）（2019年 - 、りぼん、集英社）原作・脚本[注 6]
- 神のちから（1989年 - 1992年、ビッグコミックスピリッツ、小学館）　のち集英社
  - 神のちからっ子新聞（2004年 - 2008年、ビッグコミックスピリッツ、小学館）　のち集英社
- ももこのドンドコ中学生音頭（1989年 - 終了時期不明〈未単行本化〉、宝島、宝島社）※ 1992年『うみのさかな&宝船蓬莱の幕の内弁当』に収録されている。2004年、一部のページが『20周年記念版　ももこのおもしろ本』に収録された。
- 永沢君（1993年 - 1995年〈全1巻〉、ビッグコミックスピリッツ、小学館）　のち集英社
  - てんこ盛り!!永沢君[注 16]（1996年 - 1997年〈全1巻〉、ビッグコミックスピリッツ、小学館）　のち集英社『永沢君、推し!!』
- コジコジ（1994年 - 2013年〈未完〉、きみとぼく→りぼん、ソニー・マガジンズ→集英社）
- スーパー0くん（2001年 - 2002年〈全1巻〉、小学一年生、小学館）
- ひとりずもう（エッセイを漫画化）（2006年〈上下巻〉、ビッグコミックスピリッツ、小学館）　のち集英社文庫
- まんが倶楽部（2015年 - 2016年〈未完〉、グランドジャンプ、集英社）[106][29]
- さくらももこのCalbeeひとくち劇場（2015年 - 2016年、集英社）

### エッセイ
- 1991年3月 『もものかんづめ』集英社　のち文庫、のちオーディオブック
- 1992年4月 『うみのさかな&宝船蓬莱の幕の内弁当』角川書店　のち文庫（うみのさかな名義、宝船蓬莱（宮永正隆）と共著）
- 1992年5月 『ももこのしゃべりことば』ニッポン放送
- 1992年7月 『さるのこしかけ』集英社　のち文庫、のちオーディオブック
- 1993年7月 『たいのおかしら』集英社　のち文庫
- 1994年3月 『ももこのいきもの図鑑』マガジンハウス　のち集英社文庫
- 1995年9月 『そういうふうにできている』新潮社　のち文庫
- 1996年7月 『あのころ』集英社　のち文庫
- 1997年6月 『ももこの世界あっちこっちめぐり』集英社　のち文庫
- 1997年9月 『まる子だった』集英社　のち文庫
- 1997年11月 『赤ちゃん日記―First year memories』小学館
- 1998年7月 『ももこの話』集英社　のち文庫
- 1998年11月 『憧れのまほうつかい』新潮社　のち文庫
- 1999年5月 『ももこのおもしろ健康手帖』幻冬舎
- 1999年7月 『さくら日和』集英社　のち文庫
- 2000年9月 『のほほん絵日記』集英社　のち文庫[注 17]
- 2001年10月 『ツチケンモモコラーゲン』土屋賢二共著、集英社　のち文庫
- 2001年11月 『ももこのトンデモ大冒険』徳間書店　のち文庫
- 2002年4月 『さくらえび』新潮社　のち文庫
- 2002年11月 『ももこの宝石物語』集英社　のち文庫
- 2003年4月 『ももこのおもしろ宝石手帖』幻冬舎　のち文庫
- 2003年6月 『またたび』新潮社　のち文庫
- 2003年11月 『さくらめーる』集英社
- 2004年9月 『ももこの70年代手帖』幻冬舎
- 2005年8月 『ひとりずもう』小学館　のち文庫（当初は小学館、のち集英社）
- 2005年9月 『MOMOKO TIMES』集英社
- 2006年5月 『焼きそばうえだ』小学館　のち文庫（当初は小学館、のち集英社）
- 2006年10月 『おんぶにだっこ』小学館　のち集英社文庫
- 2007年5月 『さくら横丁』集英社
- 『ももこの21世紀日記』 No.1 - 8　幻冬舎、2002年 - 2008年　のち文庫（No.4まで）
  - 『ももこのよりぬき絵日記』（全4巻）集英社文庫　2010年 - 2011年　※『ももこの21世紀日記』No.1 - 8の抜粋版。
- 『ももこのまんねん日記』集英社　2010年　のち文庫（『まんねん日記2011』『まんねん日記2012』との合本）
- 『ももこのまんねん日記 2011』集英社　2011年　のち文庫（『まんねん日記』と合本化）
- 『ももこのまんねん日記 2012』集英社　2012年　のち文庫（『まんねん日記』と合本化）

### 作詞
※表記はジャケットデザインも担当。
- 1990年 B.B.クィーンズ 「おどるポンポコリン」 （作曲・織田哲郎）※
- 1991年 西城秀樹 「走れ正直者」 （作曲・織田哲郎）
- 1991年 「ごきげん 〜まる子の音日記〜」※
- 1992年 高橋由美子「だいすき」（作曲・筒美京平）
- 1993年 藤川なお美 「演歌はぐれ鳥」 （作曲・細野晴臣）※
- 1995年 渡辺満里奈 「うれしい予感」 （作曲・大瀧詠一）※
- 1995年 たま 「あっけにとられた時のうた」 （作曲・知久寿焼）※
- 1996年 カヒミ・カリィ 「ハミングがきこえる」 （作曲・小山田圭吾）
- 1997年 ホフディラン 「コジコジ銀座」（作曲・ホフディラン）※
- 1998年 ManaKana 「ちびまる子音頭」 （作曲・佐橋俊彦）※
- 1998年 ManaKana 「じゃがバタコーンさん」 （作曲・さくらももこ、補作曲・小山田圭吾）※
- 1999年 カジヒデキ 「Johnny,Johnny 死ぬほど恋して」（作曲・カジヒデキ）
- 2000年 KinKi Kids 「KinKiのやる気まんまんソング」 （作曲・飯田建彦）※
- 2000年 NHK全国学校音楽コンクール中学校の部課題曲 「こうしていよう」 （作曲・朝川朋之）
- 2003年 LOVE JETS 「宇宙大シャッフル」 （作曲・忌野清志郎）
- 2004年 ちびまる子ちゃん（TARAKO） with 爆チュー問題 （爆笑問題）「アララの呪文」 （作曲・岡本真夜）
- 2004年 「まるまるぜんぶちびまる子ちゃん」 （挿入歌のみ、挿入歌作曲・中村暢之）
- 2005年 山上兄弟 「まじかる まじかる てじなーにゃ」 （作曲・浅田直）
- 2011年 さくらももこの詩による無伴奏混声合唱曲集「ぜんぶ ここに」（作曲・相澤直人）
- 2012年 桑田佳祐 「100万年の幸せ!!」 （作曲・桑田佳祐）
- 2012年 松雪陽 「あの日のキミ」 （作曲・松雪陽）
- 2012年 ライム with コジコジバンド 「バイバイベイビー」 （作曲・松雪陽）
- 2013年 坂本冬美 with M2 「花はただ咲く」 （コーラスも参加、作曲・宮沢和史）※
- 2013年 ピエール瀧 「まるちゃんの静岡音頭」（静岡市公式音頭）（作曲・細野晴臣、編曲・小山田圭吾）[107]
- 2013年 松雪陽「レッツGOしずおか」（作曲・松雪陽）[107]
- 2013年 八代亜紀「赤い街」（作曲・松雪陽）
- 2014年 和田アキ子「すばらしき人よ」（作曲・さくらももこ、山崎燿）[108]※
- 2014年 イエローパープル「ロマンティックタイム」「Loop」（作曲・井上太郎、琵奈子）[109]
- 2015年 MACO「幸せのはじまり」[110]
- 2015年 けーこ「ワンニャンパラダイス」[111]※
- 2015年 ウルフルズ「おーい!!」（作曲・トータス松本）[112]
- 2015年 大原櫻子「キミを忘れないよ」（作曲・亀田誠治）[112]
- 2015年 けこり「春のうた」（作曲：山崎燿）[113]
  - 完成から数年間発表が見送られていたが、2020年3月に期間限定で配信された後、2021年3月に再度配信リリースされた[114]。
- 2016年 ジャニーズWEST ｢ボクら｣（作曲・松本良喜）
- 2016年 BOBヒロオ「GJ8マンのテーマ」・やまたろう「長良川鉄道の夜」（作曲・山崎耀）[115]
- 2017年 アルバム『One Week』収録の以下の7曲（全作曲・来生たかお）[116]
  - 小谷美紗子「月曜日の朝」
  - 辛島美登里「火曜日の昼」
  - 青葉市子「水曜日の夕方」
  - 柳原陽一郎「木曜日は雨」
  - 中納良恵（EGO-WRAPPIN'）「金曜日の夢 ～朝か夜かの物語～」
  - 太田裕美「土曜日の恋人」
  - 原田郁子（クラムボン）「日曜日の昼下がり」
- 2017年 PUFFY「すすめナンセンス」（作曲：織田哲郎）[117]
- 2017年 ヨシケン「GJ8マン音頭」（作曲・山崎耀）
- 2018年 パチンコ『CRさくらももこ劇場コジコジ2』収録の以下の2曲（全作曲・山崎燿）
  - あおきさやか「あっちこっちRaRaRa」
  - けーこ「バラ色の恋」
- （作詞時期不明） 斉藤和義「いつもの風景」（作曲・斉藤和義）[118][注 18]

### 詩集
- まるむし帳（1991年、集英社/2003年、集英社文庫）

### 雑誌・ムック本
- さくらももこの総天然色満足館 - デビュー10周年を記念し、1995年に発売。図録+エッセイの構成だが、レーベルは集英社SGコミックススペシャル。
- 『富士山』 - さくらが編集長となり、「日本一の雑誌」と称して出版された。
- 20周年記念版 ももこのおもしろ本 - デビュー20周年を記念し発売。書店には流通せず、イベント会場・通販・「ちびまる子ちゃんランド」で限定販売。
- おめでとう - デビュー30周年を記念し発売。

### 翻訳
- 『スヌーピーブックス』シリーズ 集英社

### 絵本、ドラマ脚本他
- さくらももこランド・谷口六三商店（TBS系列のドラマ・脚本）
- おばけの手（さくらももこ・さくらめろん 絵本+エッセイ）
- ももこのファンタジック・ワールド コジコジ（絵本）[119]

### ラジオ出演
- さくらももこのオールナイトニッポン（宮永正隆と共にMC） （ニッポン放送、1991年10月22日 - 1992年10月12日）
- ももこのおしゃべりチャンネル（CBCラジオ、2015年10月 - 12月）

### その他
- さくらももこのウキウキカーニバル（任天堂・ゲームボーイアドバンス用ソフト）キャラクターデザイン
  - ゲームの企画・シナリオは実姉である三浦範子が手がける[120]。
- まちあわせ（たま・ベスト・アルバムCD）・星を食べる（同・シングル）ジャケットデザイン（たまのメンバーを描いている）
- ハコイリ娘。（さくらももこ×モーニング娘。 エッセイ・インタビュー集）
- ツチケンモモコラーゲン（さくらももこ・土屋賢二 対談集）
- エブリパーティ（マイクロソフト・Xbox 360用ソフト）キャラクターデザイン
- 「清水西高80周年記念 春風の夢」表紙デザイン、巻頭コメント（1991年）
- 清水西高同窓会 エコバッグ用イラスト（2011年）[121]絵柄は漫画版『ひとりずもう』小学館版下巻の表紙に近いが、新たに書き起こされている[122]。
- 清水西高100周年記念誌『清く けだかく 美しく』表紙・扉ページ用イラスト（2011年）イラスト自体は、上記の同窓会向けエコバッグと共通。
- 嘉門達夫「宴」アルバムジャケットデザイン（1991年）
- スガキヤキャラクターデザイン（1998年）
- 満点ゲットシリーズ ちびまる子ちゃん（集英社・学習漫画）表紙カバー折り返しのコメント（1999年 - 2018年までの刊行分）、キャラクター原作（1999年 - ）
  - 漫画・イラストは、一部のタイトルを除いて外部の作家が担当している。2018年の刊行分のうち、「せいかつプラス」の2冊はさくらの没後に刊行されており、カバー折り返しのコメントは生前に寄せられたもの[123]。
- アミ 小さな宇宙人新装改訂版挿絵（2000年）
- ギンザベルエトワール「フォーエンジェルズ」ブランドロゴ（2003年）[124]
- 焼きそば屋「YAKISOBA UEDA（焼きそばうえだ）」 - 店舗プロデュース、看板デザインほか（2005年 - 2010年）※さくらが結成した「男子の会」の活動の一環で、バリ島にオープンさせた[125]。現地の調理スタッフの退職により[126]、2010年3月で閉店した[127]。
- 都営バス（都05）静岡市のラッピング広告イラスト（2008年）
- ふくファミリー（ふく太郎・ふくこ・ふくのすけ）・海里くん・響子ちゃん（市立しものせき水族館 海響館）マスコットキャラクターデザイン
- 花王「今年の汚れ 今年のうちに」（住まいの洗剤大掃除キャンペーンPOP広告）（2008年・2009年・2010年）
- 日本習字イメージキャラクター（2008年・2009年）
- 出版社「(株)ヒカルランド」のロゴマーク(2010年4月)[128]
- 静岡市自主運行バス「清水まちなか巡回バス」デザイン（2011年・運行受託および車両保守はしずてつジャストライン）
- しずてつジャストライン高速乗合バス「横浜ライナー」静岡市と同社の協働ラッピング車両デザイン（2012年）[129]
- 静岡鉄道1000形電車ラッピング車両「ちびまる子ちゃんの生まれた町にあそびにおいでよ！」[129]
- 静岡市広報課シティプロモーション課「静岡市はいいねぇ。」オリジナルイラスト（2011年～）[38]
- momoko planet（アイフリーク、2012年 - 終了時期不明） - さくらの、公式Webサイトのひとつ。さくらの父や、さくらプロダクションのスタッフも参加した。同サイトで連載されたエッセイ『ふたたび』も、未完の作品となった[130][131]。コンテンツの一部は、2014年刊行の『おめでとう』に再録された。
- なごみの湯（東京荻窪） - ポスター・チラシ・ノベルティ用イラスト（2012年 - 2016年）[132][133]
- 「グランドファーザーが教えてくれたこと」「グランドファーザーの生き方」 - 表紙イラスト・題字（ヒカルランド、2012年 - 2013年）
- マツモトキヨシLINEスタンプデザイン（2013年）
- ペットの王国 ワンだランド（朝日放送、2014年）（タイトルロゴ・キャラクター「ぽちのすけ」「にゃーにゃん」デザイン）
- カルビーひとくち劇場 - 作画（2014年）
- 徳間書店の「超知ライブラリー」シリーズ等に関わった編集者・石井健資によるスピリチュアル・オカルト系の出版社ヒカルランドのロゴ[134]
- ファイアーエムブレム英雄百歌（シーダのイラストを担当[135]）
- CRA「さくらももこ劇場 ミラくるずきんちゃん」キャラクターデザイン（西陣、2016年）[136]
- 「地球の子供たち」キャラクターデザイン（ピエールラニエ、タパック、2017年 - ） - 『ちびまる子ちゃん』連載30周年・ピエールラニエ創業40周年記念で制作された、オリジナル腕時計用にデザインされた。さくら没後も、壁掛け時計やスマートフォンケースなどへの商品展開が続けられている[137]。
- 花王ニベアクリーム（2018年9月8日発売） - 容器のイラストを担当。遺作となった[138]。
- GJ8マン（2016年 - ） - 毎月8日に配信される短編アニメーション。さくら自身も悪者役として出演。この作品も遺作となった。
- オリジナルデザインマンホール - 2018年8月7日ちびまる子ちゃんがあしらわれたマンホールの蓋2種類を静岡市に寄贈した[139]。マンホールの蓋は同年9月6日に新静岡駅前、翌日清水駅前に設置された。これも生前最後の作品とされている[140]。2023年3月に新たなデザインが9種制作されたが、こちらはさくらプロダクションによるデザインとなっている[141]。

## 関係人物
- おーなり由子（絵本作家、漫画家・友人）
- 水沢めぐみ（漫画家・友人）
- 矢沢あい（漫画家・友人）
- 吉住渉（漫画家・友人）
- 岡田あーみん（漫画家・友人）
- 柊あおい（漫画家・友人）
- 賀来千香子（女優・友人）
- よしもとばなな（小説家・友人）
- 長谷川健太（元サッカー選手・『ちびまる子ちゃん』のキャラ、ケンタのモデル）
- 平岡秀章（放送作家、元同級生・『ちびまる子ちゃん』のキャラ、ヒラバのモデル）
- ビートたけし（タレント・映画監督、『ちびまる子ちゃん』の劇中に無名の芸人という設定で登場し、さくらの父とも実際に交流がある）
- 石川浩司（ミュージシャン、元たま）[注 19]
- 尾田栄一郎（公私ともに親交があった。『ONE PIECE』日曜7時時代、アニメ合体SPなど放送されていた。）
- 祖父江慎（デザイナー、さくらが主宰した「くいしんぼう同盟」のメンバーでもあった[142]。）
- 山口ミルコ（元幻冬舎の編集者、友人、さくらが結成した「爆笑の会」の相方。『手帖』シリーズ、『ももこの21世紀日記』にも登場している。）
- 上原徹（ミュージシャン、友人。さくらは生前、彼をモチーフとしたキャラクター「TON」をプレゼントしていた[143]。）

### アシスタント
- 小花美穂
- 小泉晃子 - （1994年 - 1998年）[144]※アシスタントを離れた後も、「満点ゲットシリーズ」の表紙・総扉イラストを手掛けているほか、同シリーズの初期タイトルでは本文中の漫画も手掛けている。
- 小萩ぼたん - 「さくらプロダクション」スタッフ。「さくらももこのオールナイトニッポン」への投稿がきっかけで入社[145]、以降長期にわたってアシスタントを務めた[146]。さくらの没後、『りぼん』2019年11月号に掲載の『ちびまる子ちゃん』「その133」より[147]作画を担当[注 6]。ほか、さくらプロダクション関係のイラスト[148]や、2019年以降の『満点ゲットシリーズ』の作画も部分的に担当している。なお、さくらの存命中に刊行された書籍には、同様の経歴を持つアシスタント[149]として「藤谷香」の名前があるが[150]、小萩と同一人物か否かについては公式には発表されていない。

### さくらももこを演じた人物
- 1992年NHKドラマ『さくら家の人びと』（青年期）ももこ役
  - 富田靖子
- 2014年『櫻井有吉アブナイ夜会』にて春風亭小朝とニアミスした一件の再現VTR・ももこ役（ひとりずもう）
  - 咲良美里

『ちびまる子ちゃん』関連作品で演じた人物
- 声
  - TARAKO - アニメ版・初代（作者としての「さくらももこ」役でも出演）（1990年1月7日-2024年3月24日）
  - 菊池こころ - アニメ版・2代目（2024年4月21日-現在）[151]

- 演
  - 森迫永依 - 2006年スペシャルドラマ版
  - 木村カエラ - 同上（未来）
  - 伊藤綺夏 - まるまるちびまる子ちゃん
  - 北村燦來 - 同上（幼稚園時代）
  - 上野樹里 - 同上（20年後）
  - 信太真妃 - 2013年スペシャルドラマ版
  - 広瀬すず - ソフトバンク CM（元ちびまる子）[152]
  - 林芯蕾（中国語版） - 台湾版
  - 吉岡里帆 - ダイハツ・ミラトコット CM（おとなまる子）[153]